# Ескі-Богаз
44°27′00″ пн. ш. 33°59′00″ сх. д. / 44.45° пн. ш. 33.983333333333° сх. д.

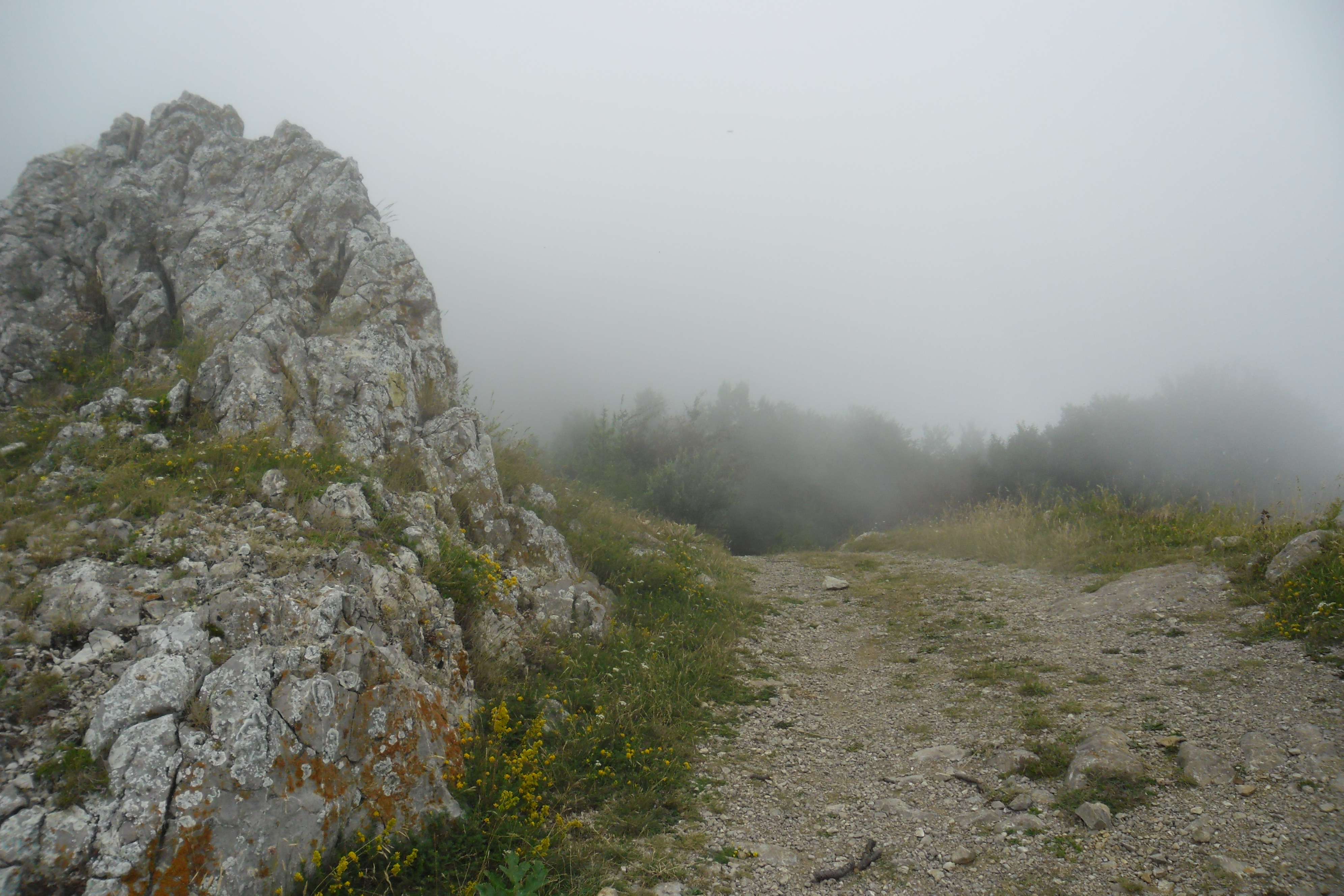
Єврейська стежка на перевалі. Ай-Петринська яйла.

Ескі-Богаз (крим. Eski Boğaz, «Старий прохід», 1070 м) — гірський перевал в Криму. По ньому можна перейти з Єврейської стежки через Ай-Петринський хребет в урочище Беш-Текне. Інша назва перевалу — Лімена-Богаз (крим. Limena Boğaz).
За півкілометра від цього перевалу лежить ще один — Ат-Баш-Богаз.